# Heliothela aterrima
Heliothela aterrima là một loài bướm đêm trong họ Crambidae.